# لیز جنسن
لیز جنسن (انگلیسی: Lis Jensen؛ زادهٔ ۶ ژوئیه ۱۹۵۲) سیاست‌مدار اهل دانمارک است.